# Rue Godefroy (Puteaux)
Pour les articles homonymes, voir Rue Godefroy.
La rue Godefroy est une voie de communication située à la limite de Puteaux (Hauts-de-Seine).

## Situation et accès

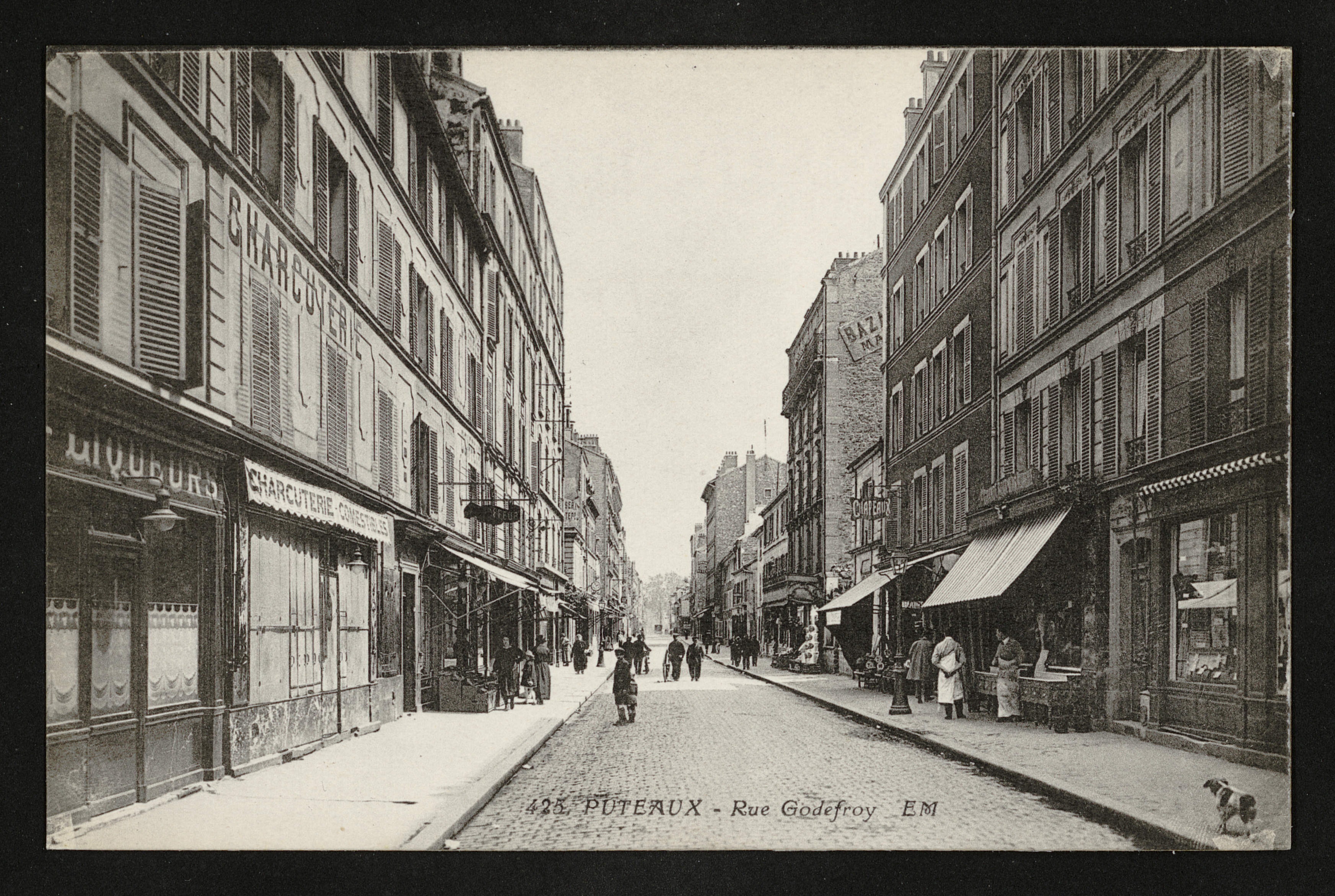
La rue Godefroy vers 1900.

La rue Godefroy, voie rectiligne orientée du nord-ouest au sud-est et perpendiculaire à la Seine, commence son trajet près de l'hôtel de ville, où elle croise la rue Jean-Jaurès. Au no 19, un passage couvert longe le square du Puits pour rejoindre la rue Saulnier. Ensuite, elle marque le point de départ de la rue Voltaire et de la rue Benoît-Malon, avant de se terminer au fleuve.
Elle est desservie par la gare de Puteaux, sur la ligne de Paris-Saint-Lazare à Versailles-Rive-Droite.

## Origine du nom

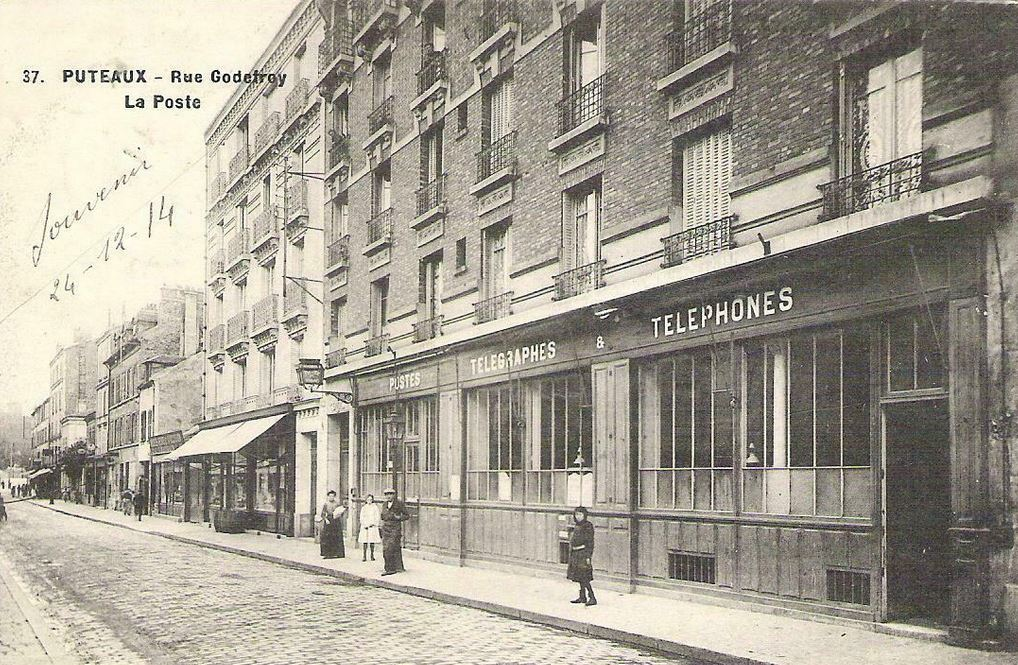
La nouvelle poste.

Cette rue a été nommée en hommage à Léon Godefroy (1799-1858), maire de la ville de 1857 à 1858, décédé en fonction.
Bienfaiteur de la commune, il lui fit don en 1853 d'un terrain lui appartenant pour y ouvrir une rue. Cette rue porte aujourd'hui son nom.
Son épouse Caroline Thiébault laissera un journal retraçant les évenements de la guerre de 1870 dans la commune.

## Historique

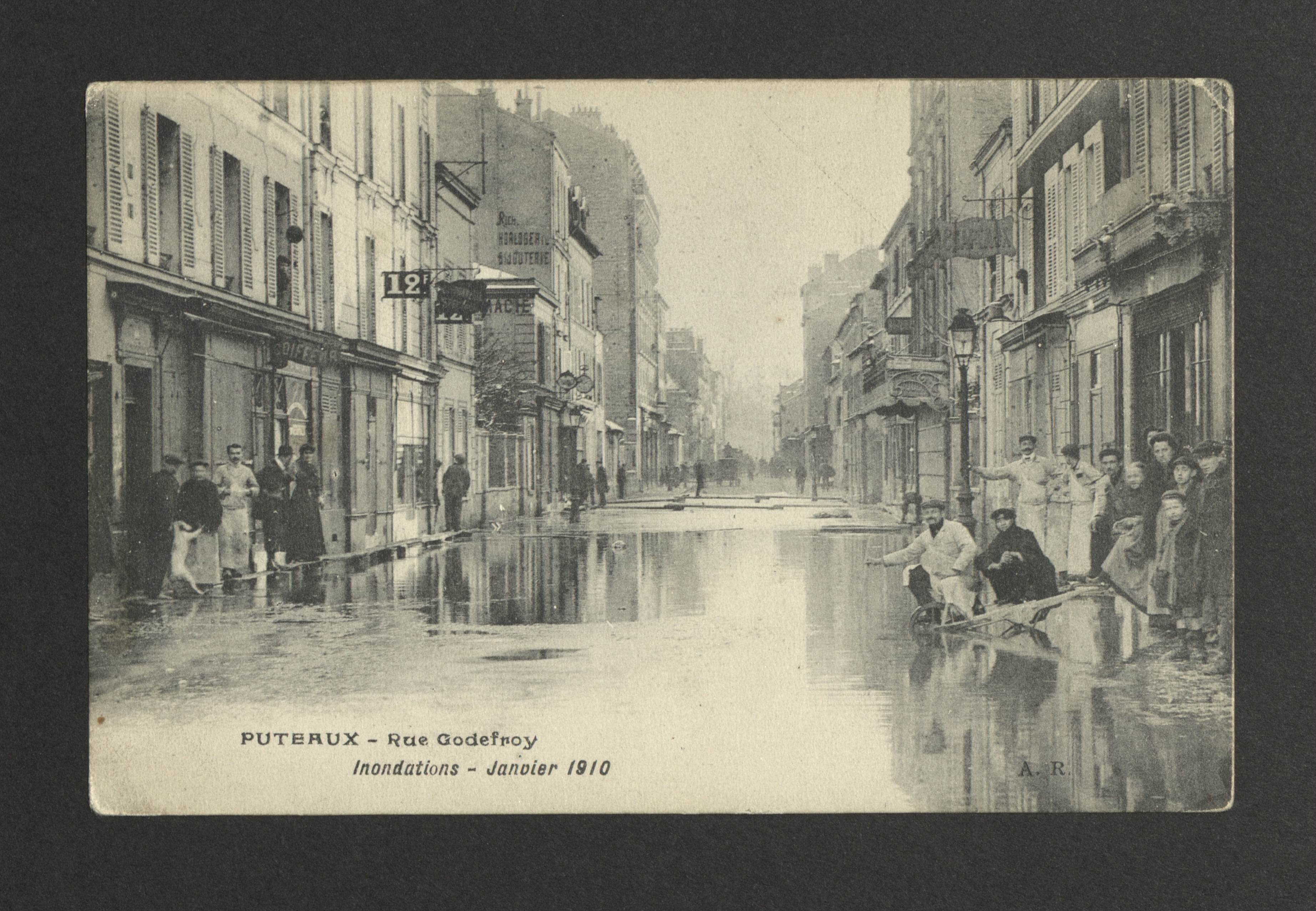
Inondations en janvier 1910.

Cette voie était autrefois appelée chemin de la Porte des Champs.
C'est en 1876 qu'à la pension Lamidey, au no 26 de cette rue, les abbés Olivier de La Coste et Henri Bonnet firent construire le « chalet Saint Joseph », premier bâtiment de ce qui allait devenir l'école Saint-Joseph, toujours présente aujourd'hui, à la même adresse.
Au début du XXe siècle, comme dans les villes voisines situées au bord du fleuve, des blanchisseurs étaient installés dans cette rue, profitant de la grande quantité d'eau disponible. Vers cette époque y fut installé ce qu'on appela nouvelle poste, et qui fut par la suite fermée.
De par sa proximité avec le fleuve, la crue de la Seine de 1910 provoque de nombreux dégâts dus aux inondations.